# Joachim Sauer

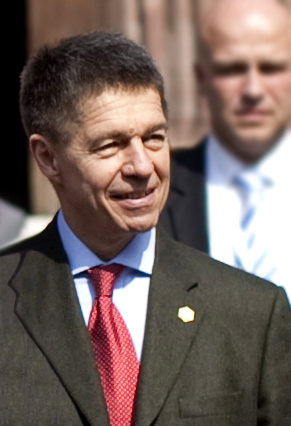
Joachim Sauer

Joachim Sauer (Hosena, 19 april 1949) is een Duits scheikundige en professor in fysische chemie aan de Humboldt-Universiteit. Hij is de echtgenoot van de voormalig Duitse bondskanselier Angela Merkel.

## Biografie

### Wetenschappelijke carrière
Sauer studeerde van 1967 tot 1972 scheikunde aan de Humboldt-Universiteit. Hij kreeg hier in 1972 een doctoraat in scheikunde. Na zijn studie bleef hij tot 1977 onderzoek doen aan deze universiteit. Daarna werd hij lid van de Akademie der Wissenschaften der DDR, een van de grootste wetenschappelijke instellingen van het voormalige Oost-Duitsland.
Tijdens en kort na de Duitse hereniging (1990-1991) was hij de assistent-technisch directeur voor BIOSYM Technologies in San Diego, Verenigde Staten. Hij bleef adviseur voor BIOSYM tot 2002.
In 1992 werd Saur lid van de Max-Planck-Gesellschaft als hoofd van de groep voor kwantumchemie in Berlijn. Hij is nog altijd een actief onderzoeker op dit gebied, evenals computationele chemie. Sinds 1993 is hij professor aan de Humboldt-Universiteit.

### Persoonlijk leven

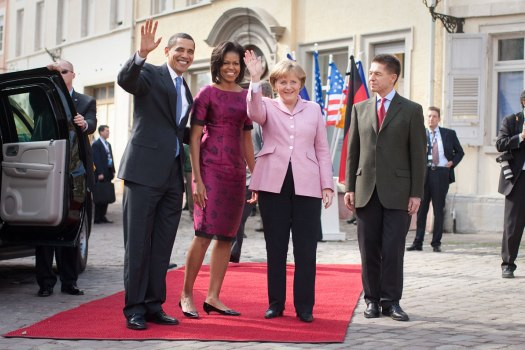
Sauer (rechts) met Angela Merkel, Barack Obama en Michelle Obama

Sauer was getrouwd met een collega-wetenschapper. Uit dit huwelijk werden twee kinderen geboren; Daniel en Adrian.
Op 30 december 1998 trouwde Sauer met Angela Merkel, die later voorzitster werd voor de Christlich Demokratische Union Deutschlands. Op 22 november 2005 werd ze de eerste vrouwelijke bondskanselier van Duitsland.
Vanwege de politieke carrière van zijn vrouw, komt Sauer vaker in de publiciteit dan veel andere onderzoekswetenschappers. Meerdere malen heeft hij echter aangegeven deze publiciteit niet op prijs te stellen. Tijdens de verkiezingscampagne van Merkel in 2005 hield hij zich op de achtergrond en weigerde interviews te geven. Na met zijn vrouw het Bayreuther Festspiele te hebben bezocht, kreeg hij van de Duitse pers de bijnaam "het spook van de opera". Prof. Sauer staat bekend als liefhebber van Wagners muziek.

## Prijzen
- 1972: Johann-Gottlieb-Fichte-Preis van de Humboldt-Universiteit in Berlijn
- 1982: Friedrich-Wöhler-Preis van het Chemischen Gesellschaft der DDR
- 1991: Dozentenstipendium des Fonds der Chemischen Industrie
- 1991: Chemiepreis van de Akademie der Wissenschaften zu Göttingen
- 1995: Ordentliches Mitglied, Berlin-Brandenburgische Akademie der Wissenschaften
- 1998: Alexander-von-Humboldt-Preis des Belgischen Nationalfonds für wissenschaftliche Forschung
- 2006: auswärtiges wissenschaftliches Mitglied, Fritz-Haber-Institut
- 2007: Mitglied, Leopoldina